# ゲルマン語派
ゲルマン語派（ゲルマンごは、英: Germanic languages, 独: Germanische Sprachen, スウェーデン語: Germanska språk）は、インド・ヨーロッパ語族のうちの一語派。
ドイツ語、英語、オランダ語、スウェーデン語などが含まれる。共通のゲルマン祖語から分化した。

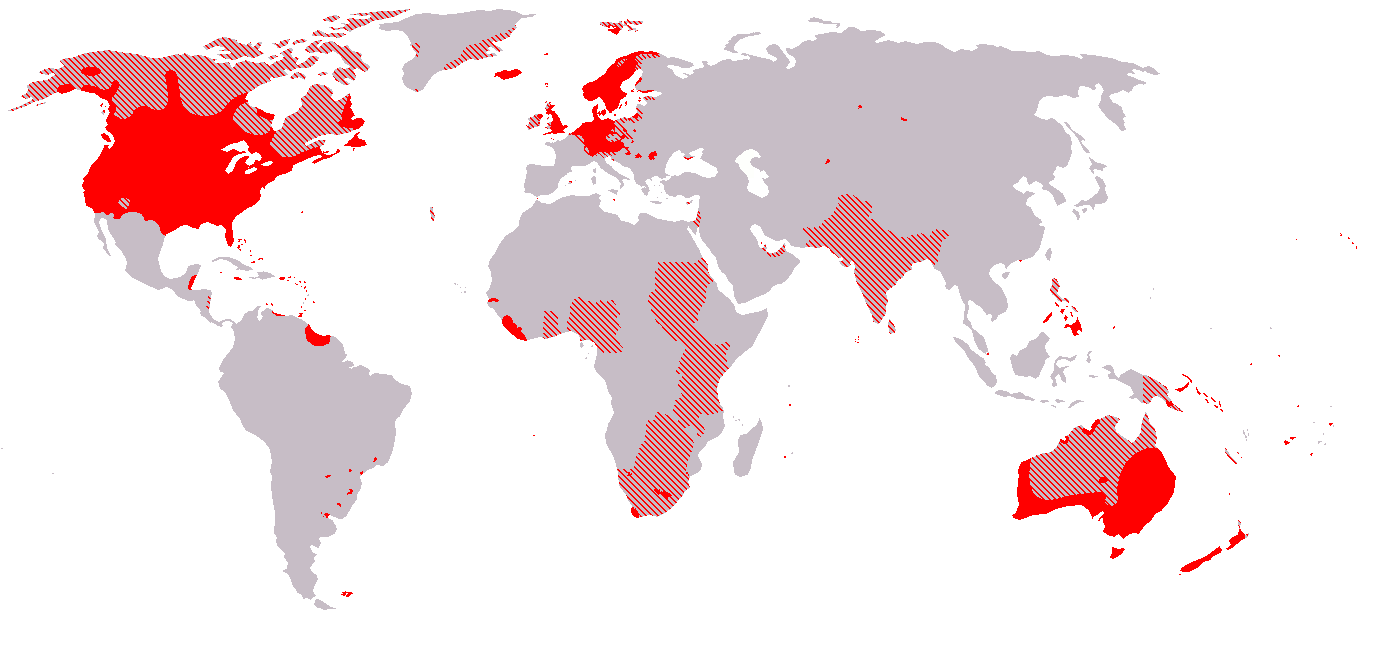
現代のゲルマン語派の分布

## 分類

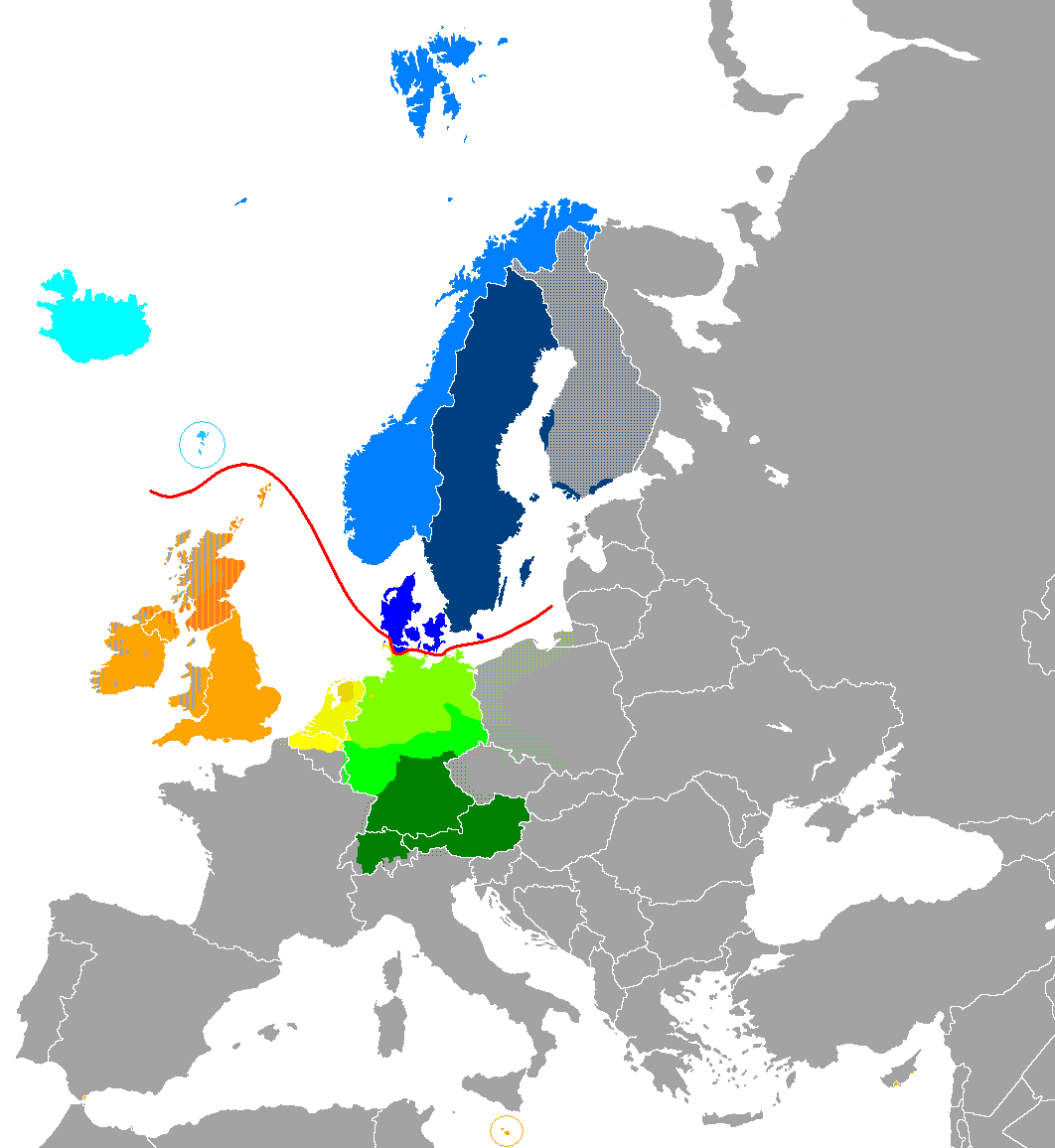
現代ヨーロッパのゲルマン語派:
北と西を分ける境界線
北ゲルマン語群
アイスランド語
フェロー語
ノルウェー語
デンマーク語
スウェーデン語
西ゲルマン語群
スコットランド語
英語
フリジア語
オランダ語
低地ドイツ語
中部ドイツ語
上部ドイツ語

東、北、西の三つに分類されるが、東ゲルマン語群は死語となっている。以下に概略を示す。

### 東ゲルマン語群
- ゴート語（ウクライナ） - 死語
  - クリミアゴート語（クリミア） - 死語
- ヴァンダル語（英語版） - 死語（ヴァンダル人がスラヴ人の祖先主体の部族であったとすれば、リングア・フランカないしピジン言語であった可能性）
- ブルグント語（英語版） - 死語（ブルグント人がケルト人主体の部族であったとすれば、リングア・フランカないしピジン言語であった可能性）
- ロンゴバルト語 - 死語（ランゴバルト人がケルト人主体の部族であったとすれば、リングア・フランカないしピジン言語であった可能性）

### 北ゲルマン語群
- 古ノルド語
  - 東スカンディナヴィア語群と西スカンディナヴィア語群に分ける分類法[2]
    - 東スカンディナヴィア語群（フランス語版）
      - デンマーク語
      - スウェーデン語

    - 西スカンディナヴィア語群（フランス語版）
      - ノルウェー語
      - アイスランド語
      - フェロー語

  - 大陸北ゲルマン語と離島北ゲルマン語に分ける分類法[3]
    - 大陸北ゲルマン語
      - デンマーク語
      - スウェーデン語
      - ノルウェー語(ブークモール、ニーノシュク)

    - 離島北ゲルマン語
      - アイスランド語
      - フェロー語
      - ノルン語+

### 西ゲルマン語群
細分化された分類についてはまだ確定されたものではない。
- アングロ・フリジア語群
  - 英語（古英語・中英語・近代英語（初期近代英語・後期近代英語））
    - イギリス英語（イングランド（イギリス））
    - ウェールズ英語（ウェールズ）
    - スコットランド英語（スコットランド）
    - アイルランド英語（アイルランド）
    - アメリカ英語（アメリカ合衆国）
    - カナダ英語（カナダ）
    - オーストラリア英語（オーストラリア）
    - ニュージーランド英語（ニュージーランド）
    - 南アフリカ英語（南アフリカ）

  - スコットランド語（スコットランド）
  - ジュート語（英: Jutes language、消滅、ユトランド半島）
  - ヨーラ語（英語版）（消滅、アンゲルン半島）
  - フィンガリアン語（英語版）（消滅）
  - フリジア語（フリースラント）
    - 西フリジア語
    - 北フリジア語
    - 東フリジア語
- 低地ドイツ語（ドイツ北部）
  - 低ザクセン語（西低地ドイツ語）
    - ヴェストファーレン語（英語版）
      - オランダ低ザクセン語（オランダ）
        - フローニン語（オランダ）

  - 東低地ドイツ語（英語版）
  - 低地フランク語
    - オランダ語（オランダ）
      - アフリカーンス語（南アフリカ、ナミビア）

    - フラマン語（ベルギー）
      - 西フラマン語（ベルギー）

    - ゼーラント語（オランダ）
    - リンブルフ語（オランダ・ベルギーでは中部ドイツ語の一派としている）
- 高地ドイツ語（標準ドイツ語）
  - 中部ドイツ語（ドイツ中部）
    - 西中部ドイツ語（英語版）
      - 中部フランケン語（英語版）
        - ルクセンブルク語（ルクセンブルク）
        - リプアーリ語
          - ケルン語

        - プファルツ語

      - ラインフランケン語（英語版）

    - 東中部ドイツ語（英語版）
      - テューリンゲン・オーバーザクセン語（上部ザクセン語・上ザクセン語）
      - 低シレジア語（低シュレージエン語）

    - ヴィラモヴィアン語

  - 上部ドイツ語（ドイツ南部）
    - アレマン諸語（ドイツ南西部）
      - シュヴァーベン語（ドイツ南中部・リヒテンシュタイン・オーストリア西部）
      - スイスドイツ語（スイス（ドイツ語圏））
      - 高地アレマン語（英語版）
      - アルザス語（フランス・アルザス地方）
      - ペンシルベニアドイツ語（アメリカドイツ語、アメリカ中西部）

    - バイエルン・オーストリア諸語（ドイツ南東部）
      - フッター派ドイツ語（英語版）（独: Hutterisch。フッター派）
      - オーストリアドイツ語（オーストリア全域）

    - 上部フランケン諸語（ドイツ語版）（ドイツ中南部）
      - 東フランケン語（英語版）
      - 南フランケン語（英語版）

  - イディッシュ語（アシュケナジムの言語、イスラエル・アメリカ合衆国）

## 特徴

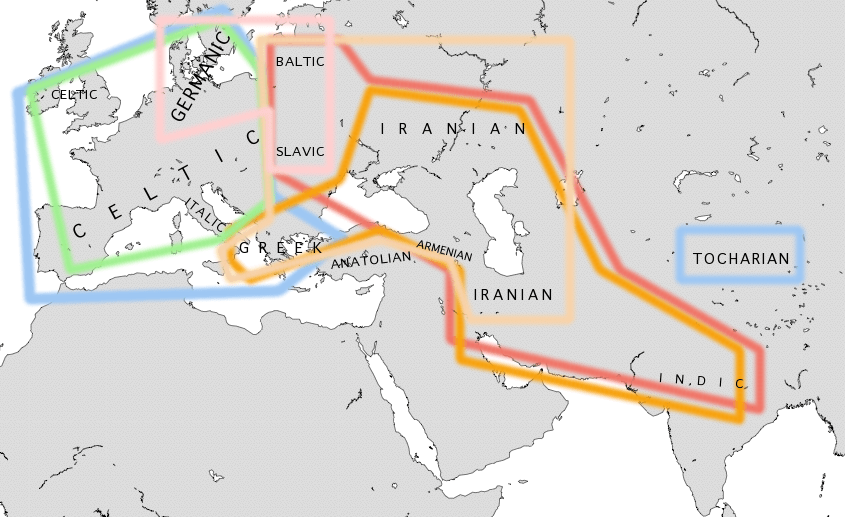
紀元前500年ごろのインド・ヨーロッパ語族の諸語および他のいくつかの言語の分布の境界。
- ケントゥム語派の諸語（ケルト語派、ギリシャ語派、イタリック語派、および東方のトカラ語派、など）
- サテム語派の諸語（バルト語派、スラヴ語派、イラン語派、アルメニア語派、インド語派、など）
- 加音を用いる諸語（ギリシャ語派、イラン語派、アルメニア語派、インド語派、など）
- インド・ヨーロッパ語族のうち*-tt- > -ss-の転訛をした諸語（ケルト語派、イタリック語派、ゲルマン語派）
- インド・ヨーロッパ語族のうち*-tt- > -st-の転訛をした諸語（ギリシャ語派、イラン語派、スラヴ語派、バルト語派、アルメニア語派）
- 助格、与格および奪格の複数形、さらに単数形と双数形のいくつかにおいて、*-bh-でなく-m-で始まる語尾を用いる諸語（ゲルマン語派、スラヴ語派、バルト語派）

- グリムの法則という法則にそって語音が変化した。
- かつては語幹（多くは第1音節）に強勢が来た。しかし、一部の言語ではこの特徴は失われ、ほかの言語でも借用語にはこの法則は適用されないことが多い。現在もつねに第1音節に強勢があるのはアイスランド語のみである。
- 非常に多くの母音を持つ。英語には11個有る。

## 近縁の語派
一般的にはイタリック語派やケルト語派と近縁であるとされている。（インド・ヨーロッパ語族#系統樹と年代を参照）
いっぽうスラヴ語派とバルト語派は文法的にはゲルマン語派（ケントゥム語派に属する）との間で明確な共通性があり、スラヴ語派、バルト語派、ゲルマン語派の3つの言語の共通祖語（インド・ヨーロッパ祖語の北西語群）を想定する学説もある。

## 歴史
- 赤：移動前　紀元前750年
- 橙：紀元前500年
- 黄：紀元前250年
- 緑：1年

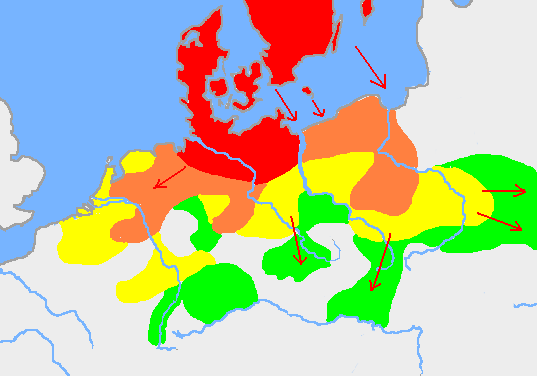
ゲルマン民族の大移動の推移；紀元前750年-1年(ペンギン世界歴史地図帳1988から引用):

ゲルマン人は血統的には非印欧語系スカンジナビア原住民、球状アンフォラ文化の担い手など様々な混血である。ゲルマン語をもたらした集団はヤムナ文化より分化し、バルカン半島、中央ヨーロッパを経由してスカンジナビア半島南部にやってきた集団（ケルト語やイタリック語の担い手と近縁）という説、戦斧文化の担い手でありバルト・スラブ語派に近縁という説、あるいはその混合であるとの説がある。他の印欧語と異なる起源の語彙が多いことから、ゲルマン語の成立に非印欧語系の基層言語を認める説（ゲルマン語基層言語説）もある。ゲルマン人は紀元前750年ごろから移動を始め、紀元前5世紀にゲルマン祖語が成立、その後西ゲルマン語群、東ゲルマン語群、北ゲルマン語群に分化した。
後にゲルマン語派がその内から発生したインド・ヨーロッパ語族の北西語群はその存在と起源を非常に古い時代にまで求めることができるが、ゲルマン祖語自体はそれほど古いものであり得ない。ゲルマン祖語は、北部ドイツのヤストルフ文化（前7世紀-前1世紀）にて、 ゲルマン語派のみに特徴的な音声変化（訛り）とされるものが前5世紀から発生したことにより成立したと推定される。その後このヤストルフ文化が周囲に伝播していく過程でこの音声変化の流行も共に伝播していくことで、ゲルマン語派の各地の言語が成立したものと考えられる。北西語群のうちこの音声変化の伝播から外れたも諸言語もあり、たとえばスラヴ語派やバルト語派の諸言語がそれと考えられている。スラヴ語派やバルト語派はイラン語群の音声的特徴の影響を強く受け、サテム化している。
ラテン文字以前はルーン文字を使って書き記された。フランス語に多大な影響を与え、他のロマンス語にもゲルマン起源の語彙が見られる。

## 参照
1. ↑  Ethnologue report for Germanic
2. ↑  Scandinavian languages
3. ↑  清水誠「ゲルマン語の歴史と構造（1）： 歴史言語学と比較方法」『北海道大学文学研究科紀要 131』、2010年
4. ↑  Renfrew, Colin Archaeology and language (1990), pg 107
5. ↑  Baldi, Philip The Foundations of Latin (1999), pg 39
6. ↑  Eupedia The Germanic branch
7. ↑  Feist, Sigmund (1932). “The Origin of the Germanic Languages and the Europeanization of North Europe”. Language (Linguistic Society of America) 8 (4):  245–254. doi:10.2307/408831. JSTOR 408831.
8. ↑   J. P. Mallory and D. Q. Adams, Encyclopedia of Indo-European Culture, Fitzroy Dearborn Publishers, London and Chicago, 1997, "Jastorf culture"

## 参考書籍
- E. H. Antonsen: On Defining Stages in Prehistoric Germanic, Language 41 (1965), 19ff.
- William H. Bennett: An Introduction to the Gothic Language.  New York: Modern Language Association of America, 1980.
- A. Campbell: Old English Grammar.  London: Oxford University Press, 1959.
- Fausto Cercignani, Proto-Germanic */i/ and */e/ Revisited, Journal of English and Germanic Philology, 78/1 (1979), 72-82.
- Fausto Cercignani, Early Umlaut Phenomena in the Germanic Languages, Language, 56/1, (1980), 126-136.
- Fausto Cercignani, The Development of */k/ and */sk/ in Old English, Journal of English and Germanic Philology, 82/3 (1983), 313-323.
- Hans Krahe - Wolfgang Meid: Germanische Sprachwissenschaft, Berlin: de Gruyter, 1969.
- W. P. Lehmann: A Definition of Proto-Germanic, Language 37, (1961), 67ff.
- Joseph B. Voyles: Early Germanic Grammar. London: Academic Press, 1992. ISBN 0-12-728270-X.